# Konstantynów Łódzki
Konstantynów Łódzki er en by og gmina med 17.569 indbyggere (2004) i Województwo łódzkie i det centrale Polen. Den ligger i powiaten Pabianice ved floden Ner. Byen fik byrettigheder i 1924, men havde også bystatus i årene 1830-1870.